# Jozef Škoviera
Jozef Škoviera (* 29. März 1981) ist ein slowakischer Sommerbiathlet in den Ausprägungen Crosslauf und Rollski.
Jozef Škoviera lebt in Poprad. Er nahm erstmals 2005 an den Sommerbiathlon-Weltmeisterschaften in Muonio teil, die ausschließlich in der Disziplin Crosslauf veranstaltet wurden, und belegte dort die Plätze 23. im Sprint, 20 in der Verfolgung und 18 im Massenstart. Es dauerte drei Jahre, bis er in der Haute-Maurienne erneut bei einer Weltmeisterschaft eingesetzt wurde. Im Crosslauf-Sprint lief er auf den 13. Platz und wurde 16. der Verfolgung. Auf Rollski erreichte er im Sprint den 39. Platz, das Verfolgungsrennen bestritt er trotz Qualifikation nicht. 2009 trat er bei den Sommerbiathlon-Europameisterschaften in Nové Město na Moravě an. Im Sprint erreichte er die Ränge 15 im Sprint, 16 in der Verfolgung sowie mit Vladimíra Točeková, Andrea Horčiková und Peter Ridzoň Platz sieben mit der Mixed-Staffel.